# Linda Eder
Linda Eder (Tucson, Arizona, 3 de fevereiro de 1961) é uma cantora e atriz americana.

## Discografia
- 1989 Vienna
- 1991 Linda Eder
- 1994 And So Much More
- 1997 It's Time
- 1999 It's No Secret Anymore
- 2000 Christmas Stays the Same
- 2002 Gold
- 2003 Storybook
- 2003 Broadway, My Way
- 2005 By Myself: The Songs of Judy Garland
- 2007 Greatest Hits
- 2008 The Other Side of Me

### Álbuns musicais
- 1990 Jekyll & Hyde: Romantic Highlights (Concept Album) - Lucy Harris & Lisa Carew
- 1992 The Scarlet Pimpernel (Concept Recording) - Marguerite St. Just
- 1995 Jekyll & Hyde: The Complete Work (Concept Album) - Lucy Harris
- 1997 Jekyll & Hyde - The Musical: Original Broadway Cast - Lucy Harris
- 1998 The Scarlet Pimpernel: Encore! (Second Broadway Cast) - Marguerite St. Just ("Only Love," "You Are My Home")
- 1998 The Civil War: An American Musical (Concept Album)
- 1998 The Civil War: The Nashville Sessions
- 2003 Camille Claudel: A New Musical (Studio Demo Recording)* - Camille Claudel
- 2006 Cyrano de Bergerac ~ The Musical (Concept Album)* - Roxanne

### Singles
- A Little Bit of Heaven
- Something To Believe In
- Vienna
- Never Dance
- The Christmas Song
- Bells of St. Paul (Christmas)
- Gold (From Camille Claudel
- I Am What I Am
- Lifted
- The Other Side Of Me